# What Took You So Long?
What Took You So Long? è un singolo della cantautrice britannica Emma Bunton, pubblicato il 2 aprile 2001 come primo estratto dal primo album in studio A Girl like Me.

## Descrizione
Il brano, dalle forti sonorità pop, è stato scritto dalla stessa Bunton insieme a Richard Stannard, Julian Gallagher, Martin Harrington, John Themis e Dave Morgan.

## Successo commerciale
Il singolo ha debuttato al primo posto della classifica dei singoli britannica, posizione che mantenne per due settimane e ha riscosso un ottimo successo in tutto il mondo, in Inghilterra ha venduto 76 000 copie nella prima settimana per un totale di 257 849 copie vendute venendo certificato oro, nell'estate di quell'anno, è diventato un tormentone estivo in tutta Europa, Italia compresa, nella quale ha raggiunto il nono posto della classifica dei singoli.Disco D'oro in Uk (257.000)

## Video musicale
Il videoclip, diretto da Greg Masuak, è ambientato in un deserto californiano.

## Tracce
UK CD single
1. What Took You So Long? – 3:59
2. (Hey You) Free Up Your Mind – 3:21
3. Merry-Go Round – 3:54
4. What Took You So Long? (Video)

## Classifiche
| Classifica (2001)           | Posizione raggiunta |
| --------------------------- | ------------------- |
| Classifica australiana      | 10                  |
| Classifica austriaca        | 48                  |
| Classifica belga (Fiandre)  | 22                  |
| Classifica belga (Wallonia) | 34                  |
| Classifica danese           | 10                  |
| Classifica francese         | 34                  |
| Classifica tedesca          | 36                  |
| Classifica irlandese        | 9                   |
| Classifica italiana         | 9                   |
| Classifica neozelandese     | 1                   |
| Classifica svedese          | 14                  |
| Classifica svizzera         | 25                  |
| Classifica britannica       | 1                   |
| Classifica rumena           | 3                   |
| Classifica ungherese        | 14                  |

### Classifiche di fine anno
| Anno | Classifica              | Posizione |
| ---- | ----------------------- | --------- |
| 2001 | Classifica australiana  | 63        |
| 2001 | Classifica neozelandese | 15        |
| 2001 | Classifica britannica   | 41        |
| 2001 | Classifica rumena       | 14        |

### Classifica italiana
| Classifica di fine anno italiana (2001) | Posizione |
| --------------------------------------- | --------- |
| Classifica italiana                     | 52        |
| Classifica dei singoli                  | Posizione |
| Classifica italiana                     | 9         |